# ニュートン郡 (アーカンソー州)
ニュートン郡 (Newton County) はアメリカ合衆国アーカンソー州に位置する郡である。2000年現在、ここの人口は8,608人である。ここの郡庁所在地はジャスパーである。ニュートン郡は1842年12月14日に創立されアーカンソー州選出アメリカ合衆国下院議員である、w:Thomas Willoughby Newtonの名を取って命名された。

## 地理
アメリカ合衆国統計局によると、この郡は総面積2,132 km2 (823 mi2) である。このうち2,131 km2 (823 mi2) が陸地で1 km2 (0 mi2) が水地域である。総面積の0.03%が水地域となっている。

### 隣接する郡
- ブーン郡  (北)
- サーシー郡  (東)
- ポープ郡  (南東)
- ジョンソン郡  (南)
- マディソン郡  (西)
- キャロル郡  (北西)

## 人口動静
2000年現在の国勢調査で、この郡は人口8,608人、3,500世帯、及び2,495家族が暮らしている。人口密度は4/km2 (10/mi2) である。2/km2 (5/mi2) の平均的な密度に4,316軒の住居が建っている。この郡の人種的構成は白人97.41%、アフリカン・アメリカン0.14%、先住民0.56%、アジア0.16%、太平洋諸島系0.01%、その他の人種0.41%、及び混血1.31%である。人口の1.08%がヒスパニックまたはラテン系である。
この郡内の住民は24.90%が18歳未満の未成年、18歳以上24歳以下が7.60%、25歳以上44歳以下が25.00%、45歳以上64歳以下が27.60%、及び65歳以上が14.80%にわたっている。中央値年齢は40歳である。女性100人ごとに対して男性は102.30人である。18歳以上の女性100人ごとに対して男性は98.60人である。
この郡の世帯ごとの平均的な収入は24,756米ドルであり、家族ごとの平均的な収入は30,134米ドルである。男性は22,406米ドルに対して女性は17,654米ドルの平均的な収入がある。この郡の一人当たりの収入 (per capita income) は13,788米ドルである。人口の20.40%及び家族の15.70%は貧困線以下である。全人口のうち18歳未満の27.80%及び65歳以上の16.90%は貧困線以下の生活を送っている。

## 都市及び町
- ジャスパー
- ウェスタングローブ
- Marble Falls